# Pješčanica
Pješčanica falu Horvátországban, Sziszek-Monoszló megyében. Közigazgatásilag Gvozd községhez tartozik.

## Fekvése
Sziszektől légvonalban 40, közúton 59 km-re délnyugatra, Károlyvárostól légvonalban 28, közúton 45 km-re délkeletre, községközpontjától légvonalban 3, közúton 4 km-re északkeletre, a Kordun keleti részén, az úgynevezett Báni végvidéken, a Vrginmostról Károlyvárosba vezető út közelében fekszik.

## Története
Pješčanica a  környék számos településéhez hasonlóan a 17. század vége felé népesült be, amikor Bosznia területéről menekülő pravoszláv szerbek érkeztek ide. A falu a katonai határőrvidék része lett. A 18. század közepén megalakult a Glina központú első báni ezred, melynek fennhatósága alá ez a vidék is tartozott. 1881-ben megszűnt a katonai közigazgatás. A településnek 1857-ben 1143, 1910-ben 1360 lakosa volt. Zágráb vármegye Vrginmosti járásához tartozott. Lakói szegény földművesek voltak. 1918-ban az új szerb-horvát-szlovén állam, majd később Jugoszlávia része lett.
A második világháború idején szerb többségű lakossága nagyrészt elmenekült, de sokakat meggyilkoltak, elhurcoltak, mások pedig partizánnak álltak. A glinai mészárlás során 1941. augusztus 2-án mintegy ezer, a vrginmosti község területéről elhurcolt szerbet gyilkoltak meg. 1941. szeptemberében ellenséges erők teljesen lerombolták a települést. A partizánok a bihácsi hadművelet során 1942-ben visszafoglalták. A faluból 238-an vettek részt a felszabadító harcokban, 52-en harcosként estek el a harcok során, míg 210 főt az usztasák és a németek gyilkoltak meg, 63-an a tífuszjárvány áldozatai lettek és további 13 lakos lett a harcok áldozata.
A háború után megindult az újjáépítés. A délszláv háború idején szerb lakossága a jugoszláv és szerb erőket támogatta. A horvát hadsereg a Vihar hadművelet keretében 1995. augusztus 7-én foglalta vissza települést, melyet teljesen leromboltak. A szerb lakosság elmenekült, de később sokan visszatértek. 2011-ben 161 lakosa volt, akik főként mezőgazdasággal és állattartással foglalkoztak.

## Népesség
| Lakosság változása | Lakosság változása | Lakosság változása | Lakosság változása | Lakosság változása | Lakosság változása | Lakosság változása | Lakosság változása | Lakosság változása | Lakosság változása | Lakosság változása | Lakosság változása | Lakosság változása | Lakosság változása | Lakosság változása | Lakosság változása |
| ------------------ | ------------------ | ------------------ | ------------------ | ------------------ | ------------------ | ------------------ | ------------------ | ------------------ | ------------------ | ------------------ | ------------------ | ------------------ | ------------------ | ------------------ | ------------------ |
| 1857               | 1869               | 1880               | 1890               | 1900               | 1910               | 1921               | 1931               | 1948               | 1953               | 1961               | 1971               | 1981               | 1991               | 2001               | 2011               |
| 1.143              | 1.234              | 1.079              | 1.298              | 1.279              | 1.360              | 1.412              | 1.440              | 1.227              | 1.263              | 1.225              | 1.135              | 939                | 661                | 222                | 161                |